# Ане ла Кот
Ане ла Кот (фр. Annay-la-Côte) насеље је и општина у источном делу централне Француске у региону Бургоња, у департману јон која припада префектури Avallon.
По подацима из 2011. године у општини је живело 353 становника, а густина насељености је износила 27,32 становника/km². Општина се простире на површини од 12,92 km². Налази се на средњој надморској висини од 260 метара (максималној 357 m, а минималној 160 m).

## Демографија
| 1962. | 1968. | 1975. | 1982. | 1990. | 1999. | 2011. |
| ----- | ----- | ----- | ----- | ----- | ----- | ----- |
| 227   | 228   | 328   | 389   | 340   | 338   | 353   |

График промене броја становника у току последњих година